# Dlhá nad Kysucou
Dlhá nad Kysucou (hongrois : Dlhavölgy) est un village de Slovaquie situé dans la région de Žilina.

## Histoire
Première mention écrite du village en 1954.

## Démographie

### Évolution de la population
| Année:               | 1994. | 2004.   | 2014.    | 2024.   |
| -------------------- | ----- | ------- | -------- | ------- |
| Nombre de personnes: | 480   | 503     | 633      | 619     |
| Différence:          |       | +4,79 % | +25,84 % | -2,21 % |

| Année:               | 2023. | 2024.   |
| -------------------- | ----- | ------- |
| Nombre de personnes: | 620   | 619     |
| Différence:          |       | -0,16 % |